# Roth Márton-csúcs
A Róth Márton-csúcs (lengyelül Ciężki Szczyt, szlovákul Ťažký štít, régebben Český štít) a Tátra-csúcs csoportjának ény. mellékorma. A Tátra-csúcs ÉNY. gerincében emelkedik, közvetlenül a Hunfalvy-hágó felett. A csúcsból DNy-ra kiágazó oldalgerinc a Sárkány-kapuhoz ereszkedik alá, amely – a Poprádi-csorbával (Kopki-csorbával) együtt – a Poprádi-csúcstól (Kopkitól) választja el.
Első megmászók: Dubke E. – id. Franz J. vezetővel, 1904. VII. 7-én.

## Neve
A csúcs első magyar és német neve a Tátra-csúcshoz való helyzetét tükrözte: Tátra-csúcs É. mellékcsúcsa (Nordtrabant der Tatraspitze). 1898-ban Dénes Ferenc javasolta a Róth Márton-csúcs elnevezést. A lengyel elnevezés fordítása Nehéz-csúcs. A szlovák elnevezés pedig Cseh-csúcs, a lengyel ciężki=nehéz (ejtsd: csezski) kelet-szlovákiai tájszólásban češky=nehéz (ejtsd cseski), ebből lett česky=cseh (ejtsd: cseszki).
A csúcs az alatta lévő Rejtett-tóról (Verborgener See) kapta a lengyel nevét. A tó lengyel neve onnan ered, hogy nehéz hozzá feljutni, ezért lett Ciężki Staw. Ennek fordítása a Nehéz-tó (Schweren See). Hohenlohe herceg vadászai Rejtett-tónak (Verborgener See), a völgyet pedig Rejtett-völgynek nevezték. Először 1717-ben idősebb Buchholtz György követte el a fordítási hibát (feltehetőleg nem tudott jól lengyelül), nála jelenik meg először a Böhmischen See (Cseh-tó) kifejezés. A többiek már csak tőle vették át a hibás fordítást.

## Külső hivatkozások
- Túrák a Róth Márton-csúcsnál